# Museo Etrusco Guarnacci

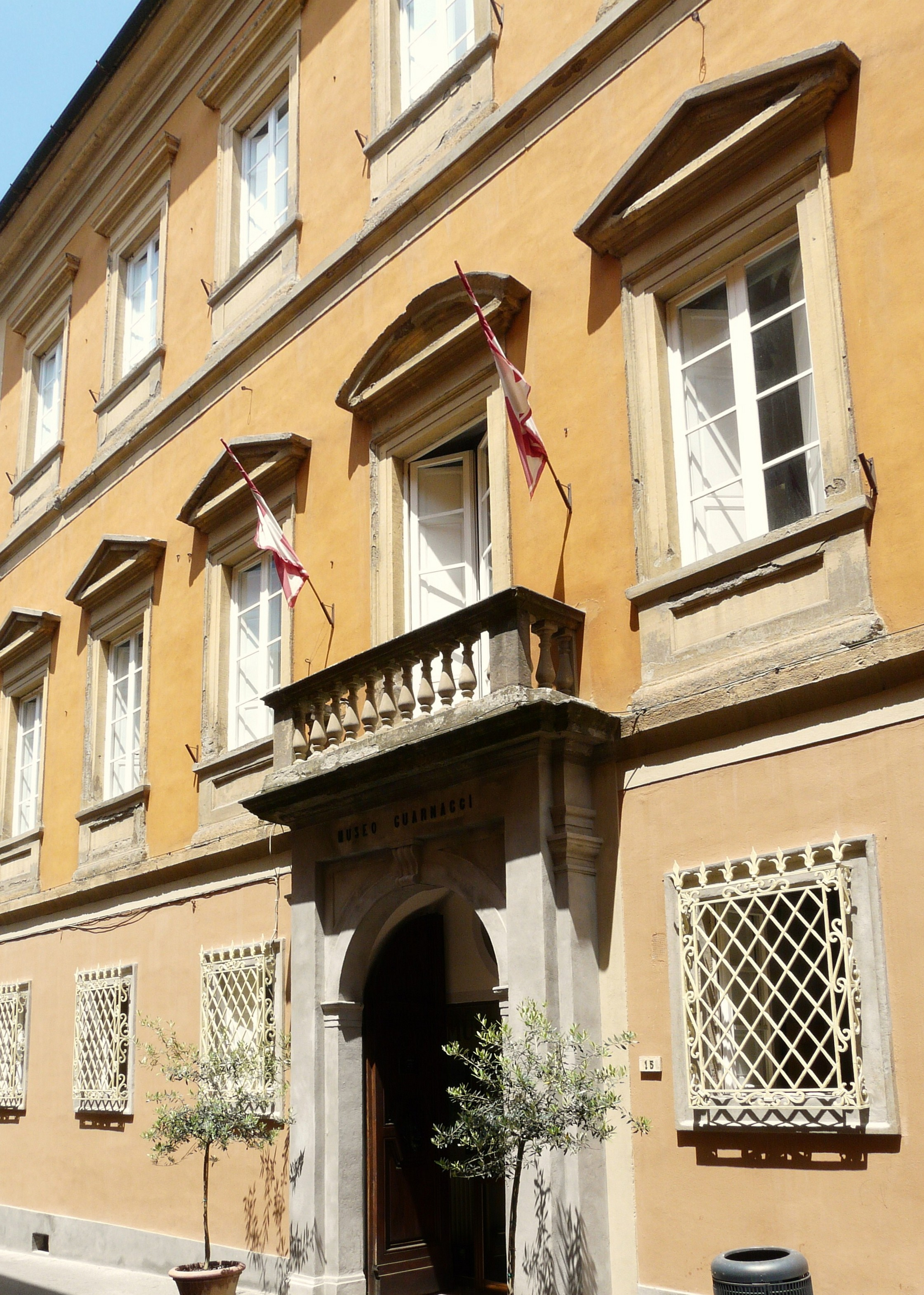
Museo Etrusco Guarnacci in Volterra

Das Museo Etrusco Guarnacci ist eines der ältesten, öffentlichen Museen Europas und befindet sich im Palazzo Desideri Tangassi in Volterra in der Toskana.

## Geschichte

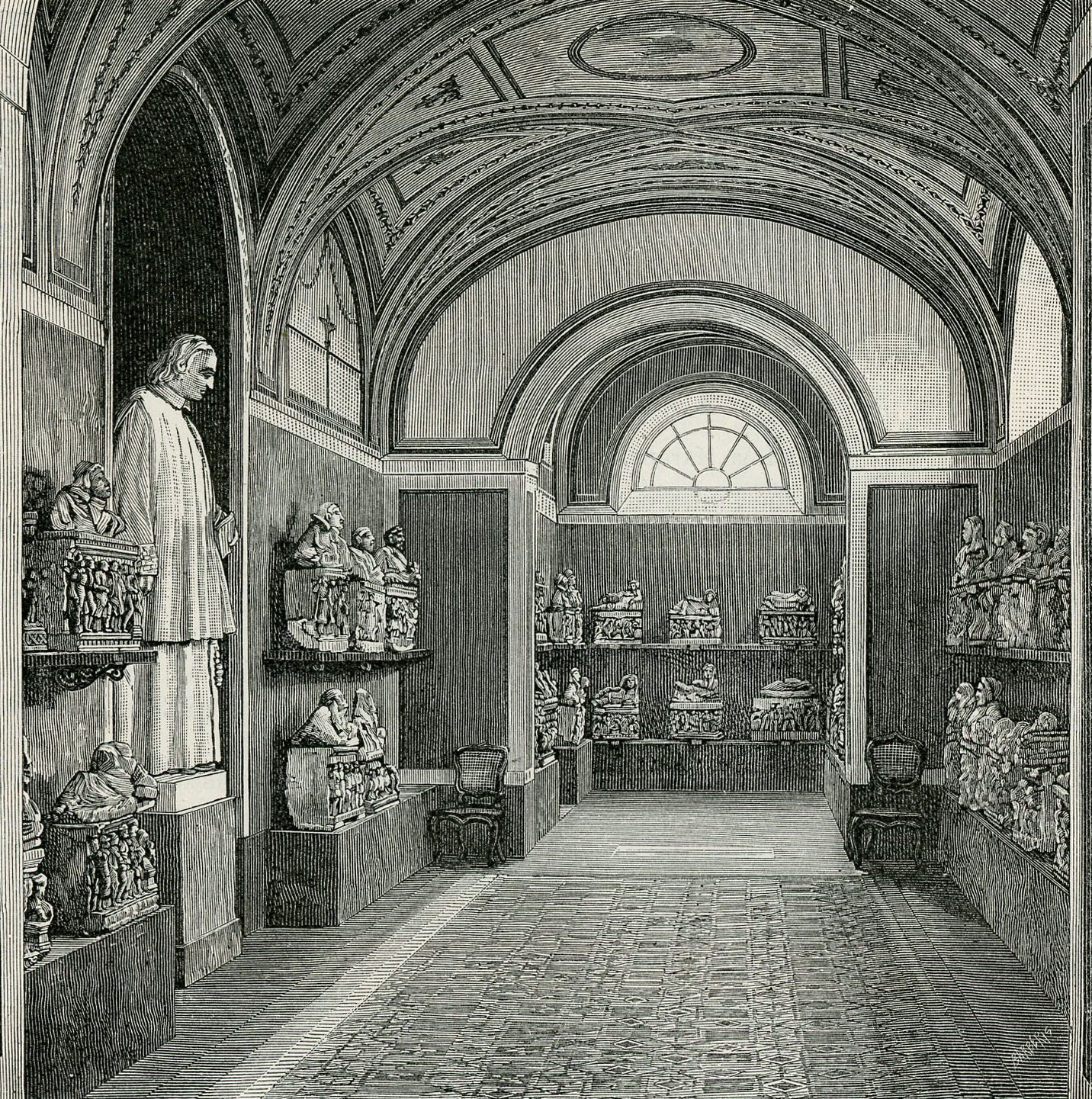
Museo Etrusco Guarnacci um 1900

Das Museum wurde 1761 gegründet, nachdem der adlige Abt Mario Guarnacci (1707–1785) seine Sammlung archäologischer Artefakte der Öffentlichkeit von Volterra vermacht hatte. Die Schenkung umfasste auch eine über 50.000 Bände umfassende Bibliothek. Mario Guarnacci war Historiker und verfasste unter anderem Le Origini Italiche (1767), eine Geschichte über das antike Italien. Seine Sammlung erregte die Aufmerksamkeit von Gelehrten wie Giovanni Lami, Scipione Maffei und Antonio Francesco Gori, die sich mit der wissenschaftlichen Verbreitung der Fundstücke seiner Sammlung über wichtige Veröffentlichungen und regelmäßigen Nachrichten in Zeitschriften wie der in Florenz von Lami herausgegebenen Le Novelle Letterarie befassten.
Ursprünglich befand sich das Museum im Palazzo Maffei in der Via Guidi, heute Via Matteotti, der von Guarnacci gekauft worden war, um seinen Besitz auszustellen. Nach seinem Tod 1785 wurden die Stücke zusammen mit der Bibliothek in den Palazzo dei Priori aus dem 13. Jahrhundert überführt. Hier blieb die Sammlung bis 1877. Nachdem sie aber im Laufe der Zeit durch Schenkungen, Ankäufe und Funde stetig gewachsen war, wurde sie von Niccolò Maffei (1833–1887), dem damaligen Direktor, in den Palazzo Desideri Tangassi untergebracht, wo sie sich auch heute noch befindet. Die Biblioteca Guarnacciana befindet sich seit 1985 mit dem Stadtarchiv und der Stadtbibliothek im Palazzo Vigilanti drei Häuser entfernt vom Museo Guarnacci.

## Ausstellung
Niccolò Maffei hatte 1877 die Ausstellungsgegenstände in einzelne Klassen unterteilt und angeordnet. In jüngster Zeit hat man diese historische Anordnung mit einer chronologischen Ausstellung etruskischer Kunst ergänzt.

### Historische Ausstellung
Erdgeschoss
- Raum IV: Urnen mit ornamentalen Motiven wie Dämonen und Rosetten
- Raum V: Urnen mit Fantasiegestalten und wilden Tieren
- Raum VI: Urnen mit dem Gruß des Verstorbenen an die hinterbliebene Familie
- Raum VII: Urnen mit der Reise in die Unterwelt zu Pferd
- Raum VIII: Urnen mit überdachtem Wagen (carpentum)
- Raum IX: Urnen mit Viergespann

1. Stock
- Räume XIII bis XIX: Urnen mit Darstellungen aus der griechischen Mythologie, darunter Ödipus und die Sphinx, Sieben gegen Theben, der Raub der Helena und Theseus mit dem Minotaurus
- Raum XX: Die Bronzestatue Ombra della sera und die Urne der Brautleute aus der etruskischen Spätzeit
- Räume XXI bis XXIII:  Urnen mit Darstellungen aus der griechischen Mythologie, darunter Odysseus und die Sirenen und die Blendung des Polyphem
- Raum XXIV: Münzkabinett mit etruskischen Prägungen aus Gold, Silber, Bronze und über 3000 Münzen aus Griechenland und der Römischen Republik und der Kaiserzeit
- Raum XXV: Goldschmiedekunst und Gemmen
- Raum XXVI: Gegenstände aus der städtischen Umgebung und eine Rekonstruktion der Widmungsinschrift aus dem römischen Theater von Vallebona

Im ersten Stock des Museums sind alle Räume mit Mosaiken ausgelegt, die von Gebäuden aus der Römischen Kaiserzeit stammen.

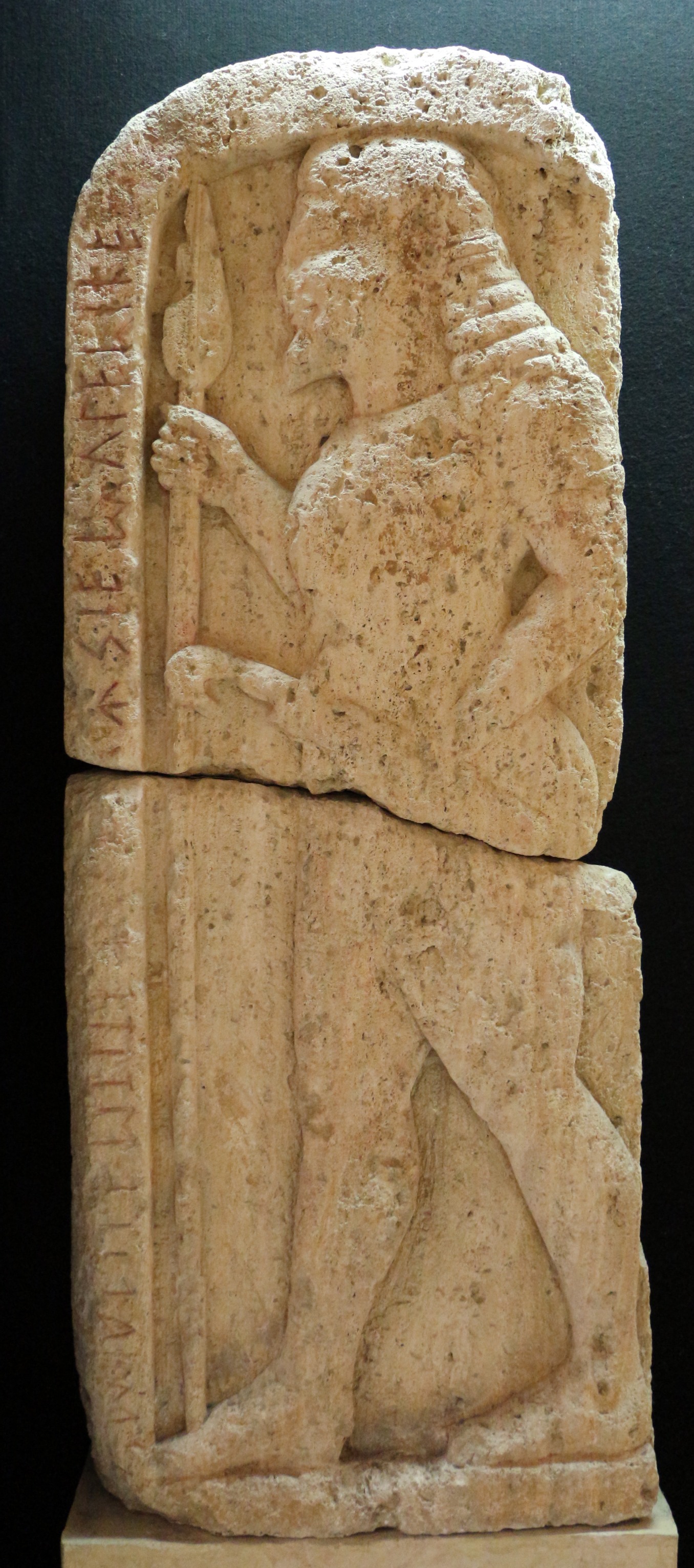
Stele des Avile Tite
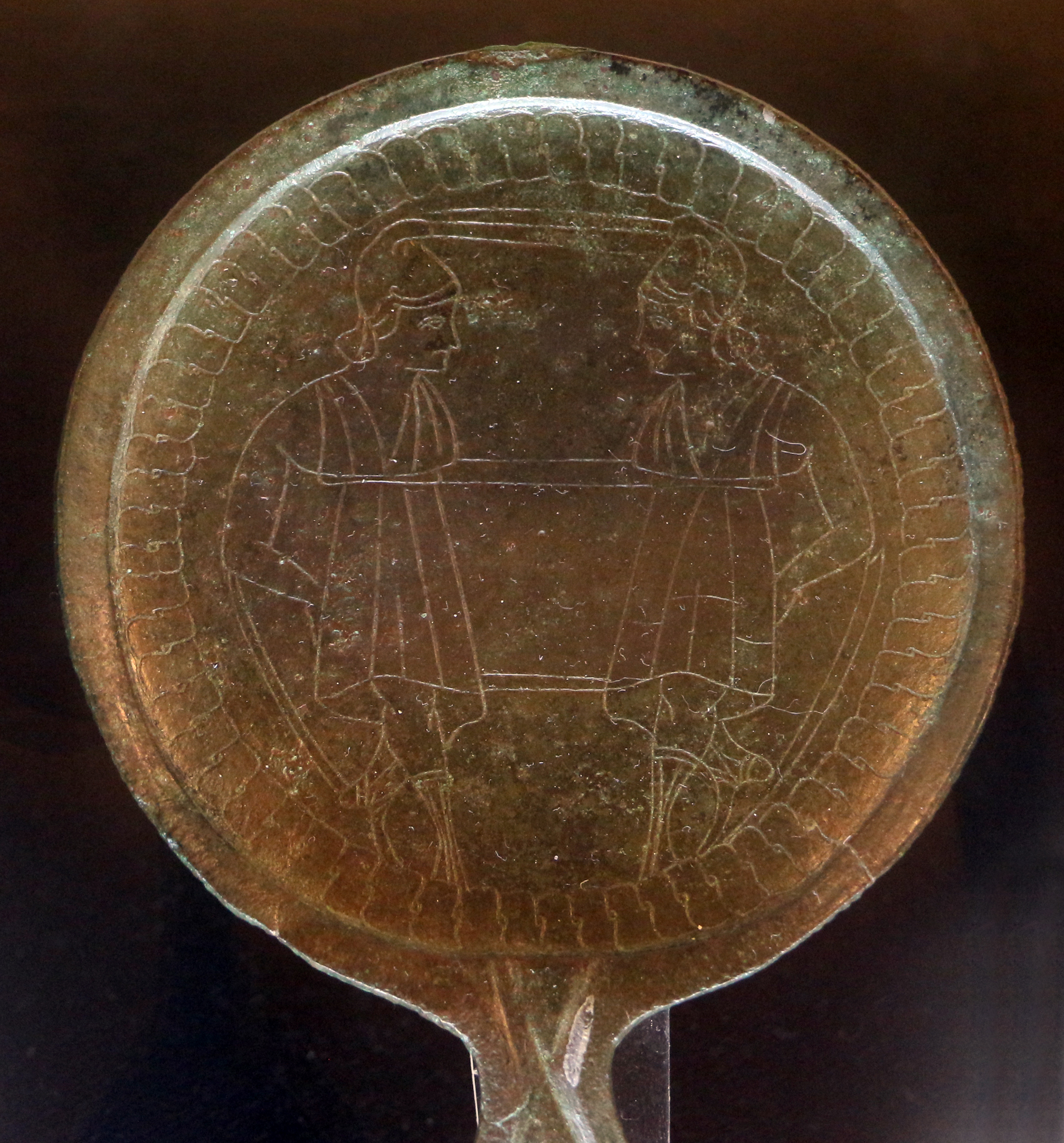
Bronzespiegel
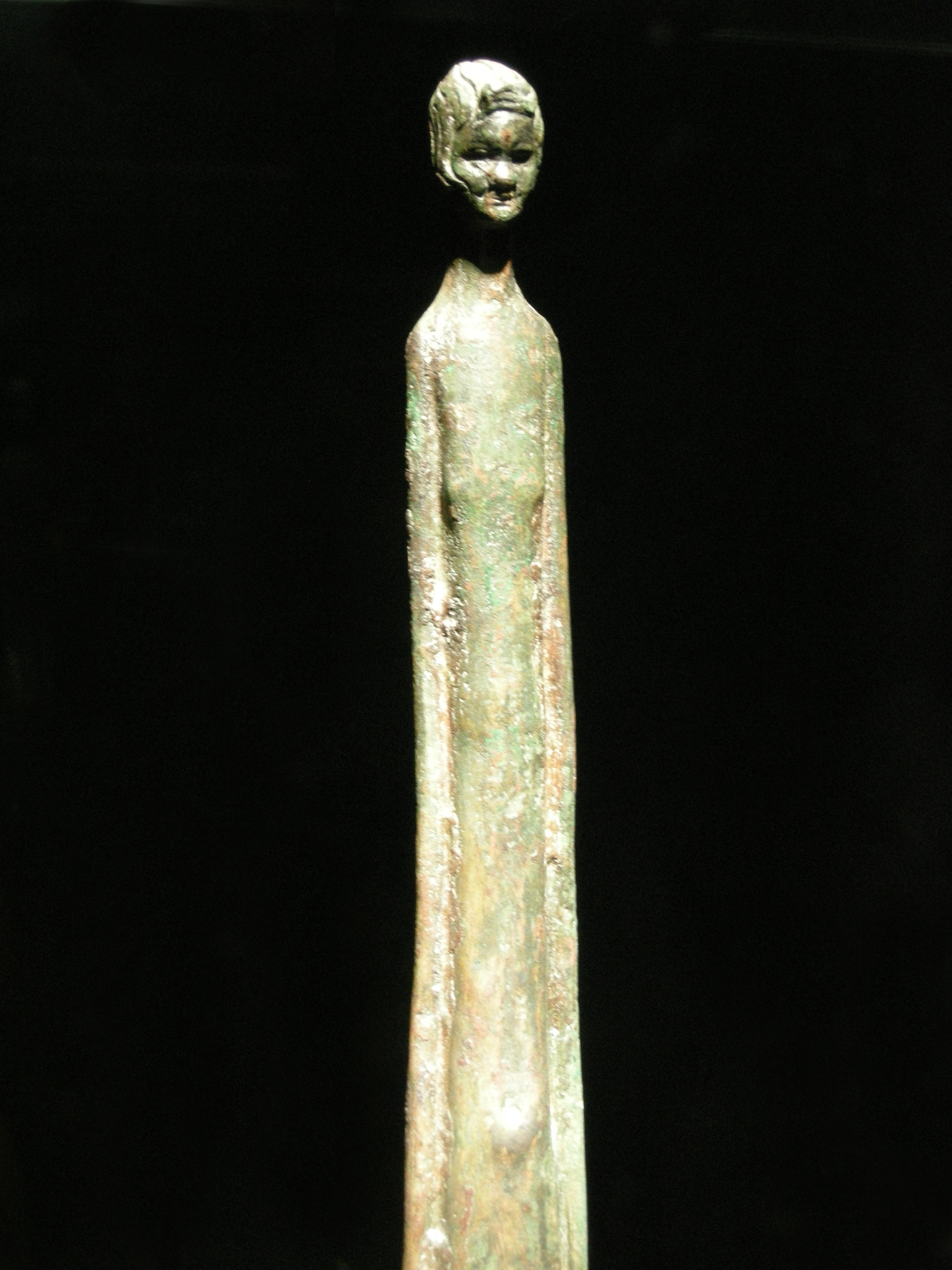
Ombra della sera
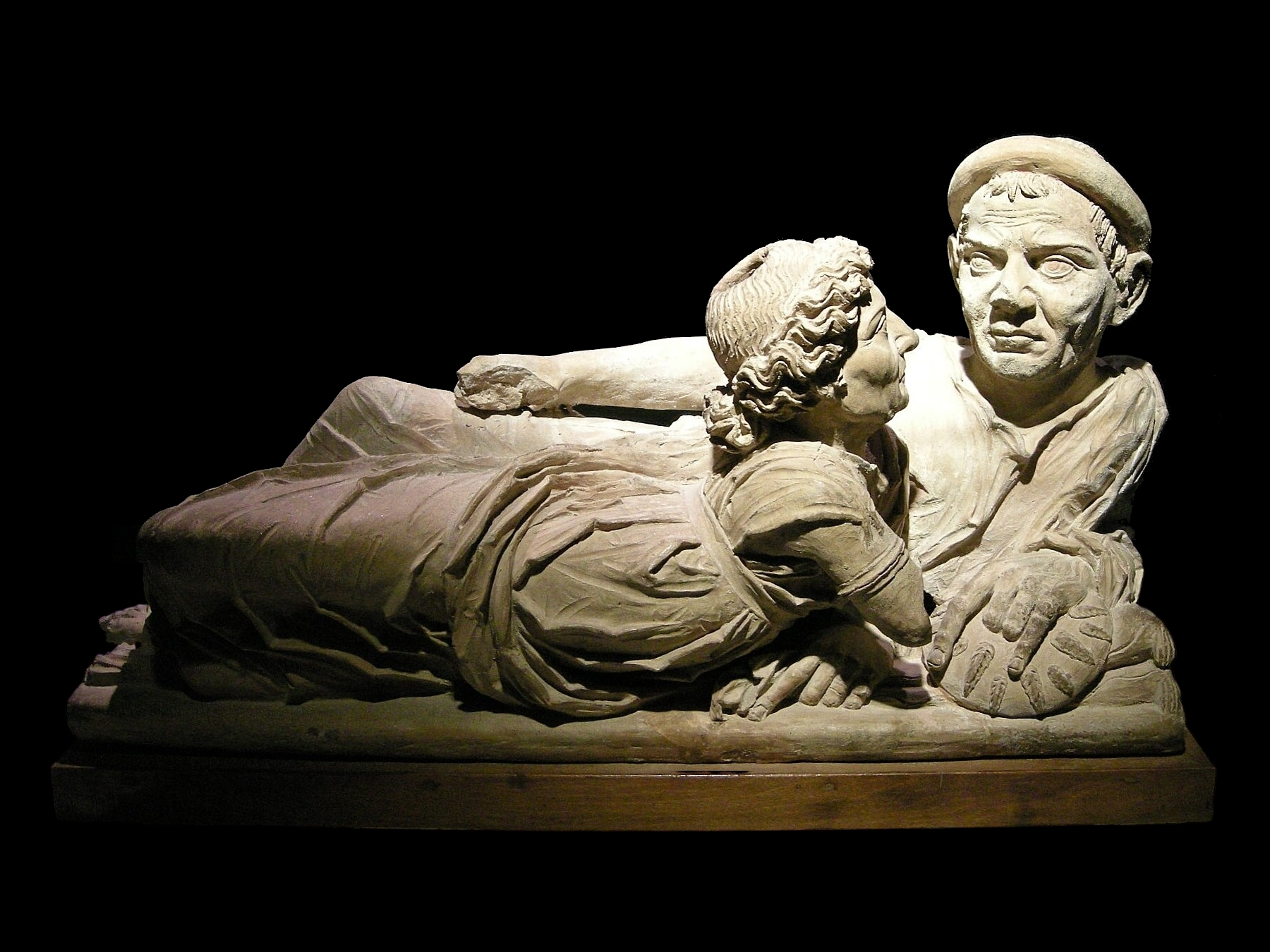
Urne der Brautleute
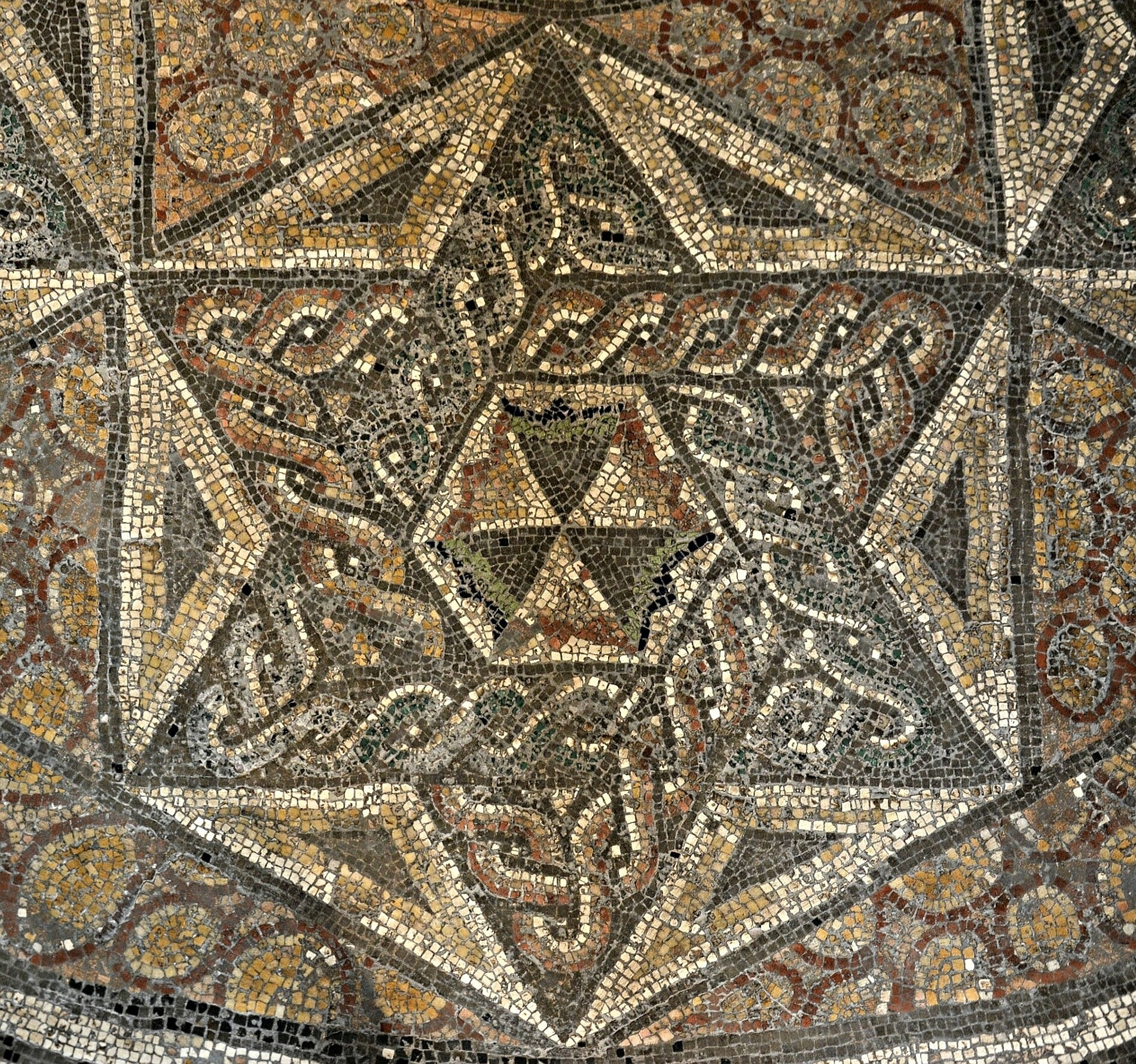
Römisches Mosaik

### Chronologische Ausstellung
Erdgeschoss
- Raum I und la: Prähistorische und frühgeschichtliche Fundstücke, Rekonstruktionen von Gräbern aus der frühen Eisenzeit und Gegenstände aus den Nekropolen von Badia, Guerruccia und Ripaie
- Raum II: Objekte aus der orientalisierenden und archaischen Epoche (7. und 6. Jahrhundert v. Chr.), darunter ein Bucchero-Kyathos, mehrere Bronzefiguren und die Stele des Avile Tite
- Raum III: Artefakte aus der Klassik (5. Jahrhundert v. Chr.), darunter ein Karneol-Skarabäus, ein attischer Krater und einige Bronzefiguren aus der Zeit der Frühklassik

2. Stock

Handwerks- und der Grabkunst aus der Zeit des Hellenismus (4. bis 1. Jahrhundert v. Chr.)
- Räume XXVII und XXVIII: Grabausstattungen mit Urnen aus dem 3. und 2. Jahrhundert v. Chr.
- Raum XXIX: Rekonstruktion einer antiken Werkstatt mit Werkzeugen
- Raum XXX: Grabausstattungen mit Urnen aus Alabaster
- Raum XXXI: Flachreliefs mit griechischen Mythen oder Szenen der Reise des Toten im Jenseits
- Räume XXXII und XXIIa: Urnendeckel mit Porträts der Verstorbenen
- Räume XXXIII und XXXIV: Bronzearbeiten, darunter Spiegel, Votivfiguren, Tafelgeschirr und Münzen
- Raum XXXV: Grabmäler, darunter die Marmorstatue einer Frau mit Kind (Kourotrophos Maffei)
- Räume XXXVI und XXXVII: Rotfigurige Keramikvasen